# Gordon Reid (gouverneur)
Pour les articles homonymes, voir Gordon Reid et Reid.
Gordon Stanley Reid AC (22 septembre 1923 - 26 octobre 1989) a été le 28e gouverneur d'Australie-Occidentale de 1984 à 1989.

## Biographie
Formé à la Hurstville Boys High School, en Nouvelle-Galles du Sud de 1934 à 1937, le professeur Reid a ensuite travaillé au Parlement à Canberra tout en étudiant pour son diplôme de commerce. Il s'est ensuite rendu en Angleterre où il a obtenu sa maîtrise et son doctorat en philosophie à la London School of Economics. 
Avant d'être nommé gouverneur, le professeur Reid a enseigné à l'université d'Adélaïde puis à l'université d'Australie-Occidentale où il a été vice-chancelier (1978-1982) et professeur de sciences politiques (1966-1970, 1974-1978, 1983-8484). Il est l'auteur ou le coauteur de plusieurs livres et publications sur la politique australienne, comme:
- The politics of financial control (1966)
- Out of the wilderness: the return of Labor (1974)
- The Western Australian elections (1974)
- The premiers of Western Australia, 1890-1982 (1982)

Dans le cadre du bicentenaire du Parlement australien, le professeur Reid, assisté par le Dr Martin Forrest, a été chargé d'écrire une histoire du Parlement.